# Golden Seals de Columbus
Les Golden Seals de Columbus sont une franchise de hockey sur glace ayant évolué dans la Ligue internationale de hockey.

## Historique
L'équipe est créée en 1971 à Columbus en Ohio à la suite de l'achat des Checkers de Columbus par le propriétaire des Golden Seals de la Californie de la Ligue nationale de hockey, Charlie Finley. Durant leurs deux années d'activité, les Golden Seals sont le club-école pour la formation de la LNH.
En 1973, l'équipe est vendue et renommée Owls de Columbus.

### Saisons en LIH
Note : PJ : parties jouées, V : victoires, D : défaites, N : matchs nuls, DP : défaite en prolongation, DF : défaite en fusillade, Pts : Points, BP : buts pour, BC : buts contre, Pun : minutes de pénalité
| Saison    | PJ | V  | D  | N | Pts | Classement             | Séries éliminatoires | Entraîneur  |
| --------- | -- | -- | -- | - | --- | ---------------------- | -------------------- | ----------- |
| 1971-1972 | 72 | 15 | 55 | 2 | 32  | 4e place, division Sud | Hors des séries      | Terry Gray  |
| 1972-1973 | 74 | 10 | 62 | 2 | 22  | 4e place, division Sud | Hors des séries      | Moe Bartoli |